# II. Balduin flamand gróf
II. (Kopasz) Balduin (holland: Boudewijn II „de Kale” van Vlaanderen, francia: Baudouin II „le Chauve” de Flandre, angol: Baldwin II „the Bald” of Flanders) (kb. 863 – 918. szeptember 10.), Flandria, Bourgone és Ternois grófja, illetve a Saint-Bertin apátság apátja. Szülei I. Balduin flamand gróf és felesége, Martell Judit. Anyai ágon II. Kopasz Károly frank király unokája, illetve Nagy Károly dédunokája volt.

## Élete
Pontos születési ideje és helye ismeretlen, de feltehetően szülei 863-as házassága után született.
Feltehetően apja 879-ben bekövetkezett halála után vette fel a grófi címet, bár Folcwine 10.szd-ból származó krónikája felváltva említi gróf és márki címen (comes és marchio). Folcwine feltehetően a flamand tengerpart meghódításában és a viking támadások elhárításában játszott szerepe miatt adhatta neki a "fényességes márki" ("inclitus marchisus") megnevezést.
II. Balduin uralkodásának kezdetén számos viking rablótámadást kellett elhárítania, elsősorban azért, mert Angliában Alfréd sikerrel hárította el a viking támadásokat. A Somme folyótól északra szinte minden feldúltak a vikingek, rendszeresen felhajóztak a Schelde és Dijle folyókon és 881-ben egyik seregük elfoglalta Gent városát és ott telelt át. 891/2-ben a Dijle folyó mentén, Leuven városa mellett Karintiai Arnulf keleti frank király súlyos vereséget mért Balduin segítségével a Flandriát 13 éven keresztül fosztogató vikingekre. A csatát az Annales Fuldenses örökítette meg, eszerint a csata után a halott vikingek tömege eltorlaszolta a folyót. A csatát követően Arnulf erődítményt épített a Dijle folyó egyik szigetén.
Balduin neve először 888-ban tűnik fel a korabeli forrásokban, amelyek beszámolnak arról, hogy Foulques reimsi érsekkel és Raoul apáttal (a Cysoing, Saint-Bertin, és Saint-Vaast apátságok apátjával) közösen követségbe mentek Karintiai Arnulfhoz, a Keleti Frank Királyság urához, hogy felajánlják neki a Kövér Károly halála után megüresedett nyugati frank trónt. Később azonban Eudes (v. Odo) aquitániai király hűbérese lett, miután azt megválasztották Nyugati Frank Királyság királyának.
Támogatásáét cserébe, amikor 892. január 5-én meghalt Raoul apát (Eberhard, Friuli őrgrófjának és Gisèle, Jámbor Lajos lányának fia), Balduin követeket küldött Odo udvarába és magának követelte unokaöccse (consobrinus) apáti címeit.
Balduin az Artois grófja és Saint-Vaast apátja címeket 899-ig viselte, amikor Együgyű Károly elfoglalta Arras városát. 900-ban Foulques reimsi érseket egy bizonyos Winemar, Balduin megbízásából, meggyilkolta és ezután Balduin felvette a Saint-Bertin apátság világi apátjának címét, amit a király is elismert.
Folcwine krónikája alapján Balduin uralma alá tartozott Boulogne és Ternois grófsága is, valamint a Saint-Bertin apátság, ezeket az uradalmakat második fiára, Adalolfra hagyta. Balduint egy másik forrás mint a “Morinusok fejedelmét” említi, akik a mai Nyugat-Flandria tartomány területén éltek. A rendelkezésre álló források alapján nem világos, hogy Balduin mikor nyerte el ezeket a címeket, különösen Boulogne grófi címét. Általában 896-ra teszik a dátumot, mivel ebben az évben Balduin öccsének, Raoul cambrai grófjának a tevékenysége révén egy bizonyos Herkengerus gróf elvesztette uradalmait, ami között feltehetően Boulogne is volt.
A Ternois grófja cím megszerzésének ideje attól függ, hogy a grófság és a Saint-Bertin apátjának címe 892 előtt jogilag különálló volt-e. Amennyiben nem, akkor Raoul apát címeinek elbitorlásával egyidőben jutott hozzá ehhez a grófi címhez is, amennyiben igen, akkor egyes vélemények szerint a címet akár már I. Balduin is felvehette.
Korábban elterjedt nézet volt, hogy II. Balduin a genti Saint-Pierre de Gand kolostor világi apátja is volt, ami az Annales Blandinienses egyik, 892-ből származó bejegyzésén alapul. Mivel azonban az Annales Blandinienses feltehetően a Saint-Bertin apátság mára elveszett krónikáin alapul, ez a bejegyzés valószínűleg a Saint-Bertin-re vonatkozik, mert ekkor a genti apát a későbbi I. Róbert nyugati frank király volt.
Balduin melléknevét, a „Kopasz”-t feltehetően nem azért kapta, mert ő maga kopasz volt, hanem így akarta kihangsúlyozni, hogy anyai ágon II. Kopasz Károly frank királytól származik. Halála után Flandria grófi címét idősebbik fia, Arnulf örökölte, míg második fia Adalolf a Boulogne és Ternois grófja, valamint a St. Bertin apátja címeket örökölte.
Halálát az Annales Blandinienses és Annales Elmarenses is 918-ra teszi, a pontos dátumot kérdéses: Balduin (jóval később keletkezett) sírfelirata (ld. lent) és a Saint-Pierre de Gand apátság krónikáiban fennmaradt gyászjelentés január 2-át jelöli meg. Sírfelirata: "Qui legis hec, tu nosce, quod hic tumulatus habetur / Marchio Balduinus culmen honestatis. / Regem traxit avum Karolum cognomine Calvum, / Omnia magnificans moribus et meritis. / Effulsit quarto nonas cum sol Ianuarii, / Exuit hunc dominus corporis exuviis."
Folcwine krónikája, aki szinte a gróf kortársa volt, szeptember 10-ét adja meg, amit az is alátámaszt, hogy a gróf özvegye 11-én jelentős adományt hagyott az apátságra. A grófot a genti Saint-Pierre de Gand apátságban temették el, feltehetően felesége kérésére, aki férje mellett akar nyugodni (és a Saint-Bertin apátságban nem temettek el nőket).

## Családja és utódai
Felesége Ælfthryth volt, Alfréd wessexi király első lánya ( – 929. június 7.).

### Utódok
A házasságból a következő gyermekek születtek:
- Arnulf (kb. 890-964. március 27.), 918-tól Flandria grófja. Felesége Adela v. Attala, II. Heribert, Vermandois grófjának lánya.
- Adalolf v. Æthelwulf (kb.890-933. november 13.), Boulogne és Ternois grófja, a Saint-Bertin apátság világi apátja 918 és 933 között. Adalolfot anyai dédapja, Æthelwulf wessexi király után nevezték el, apja halála után örökölte annak bizonyos címeit, amelyeket 933-as halála után bátyja kapott meg.[26]
- Ealswid
- Ermentrud

### További leszármazottak
Egyik ismert leszármazottja unokája, Arnulf unokaöccse, Hildebrand, aki 961-ben a Saint-Bertin és Saint-Vaast apátságok apátja volt. Folcwine utal rá, mint Arnulf unokaöccsére (nepos) és egyanabban a bekezdésben Arnulfra, mint anyai nagybátyjára ((avunculus)) A szöveg alapján nem ismert, hogy Balduin melyik gyermeke lehetett Hildebrand apja v. anyja, bár Arnulf nővérei a legvalószínűbbek.

### Feltételezett törvénytelen gyerek
- Albert v. Ascelin ( – kb. 977), 951 és 977 között Tronchiennes prépostja

A Tronchiennes-i krónika szerint egy bizonyos Albertus vagy Ascelmus, korábban Párizs püspöke, 951-ben Tronchiennes prépostja lett elődje, Reynerus halálát követően. A krónika szerint Kopasz Balduin gróf törvénytelen gyermeke és Arnulf féltestvére, halálát 977-re teszi.
Saint Bavon krónikája egy jóval rövidebb bejegyzést tartalmaz, miszerint a Tronchiennes-i krónikában említett Ascelmus elírás volt és az igazi név Ascelinus.
A korabeli források elemzése alapján valószínűsíthető, hogy az Albert v. Ascelin néven ismert személy megfelel egy bizonyos Alberic-nek, aki Párizs püspöke volt 941 és 954 között. Mindenesetre kétségbe vonja a történet hitelességét, hogy a Tronchiennes-i krónika jóval régebbi forrás és feltehetően összekeveri egy másik Alberttel, aki szintén Párizs püspöke volt kb. 1016-1018 között és egy 11. szd-i forrás szerint szintén egy Balduin nevű flamand gróf törvénytelen gyereke volt.